# Paul Gleeson
Thomas Paul Gleeson (St. Louis, 31 marzo 1880 – Richmond Heights, 26 novembre 1956) è stato un tennista statunitense.
Disputò il torneo di doppio di tennis, assieme al tedesco Hugo Hardy, ai Giochi olimpici di Saint Louis 1904, in cui fu sconfitto agli ottavi di finale.